# Hope (Band)
Hope ist eine vierköpfige Band aus Berlin. Ihre Musik bewegt sich zwischen Indie, Post-Rock, Noise und Ambient/Electronic. Ihr selbstbetiteltes Debütalbum erschien am 20. Oktober 2017 auf Haldern Pop Recordings.

## Geschichte
2009 gründeten Christine Börsch-Supan, Phillip Staffa, Martin Knorz und Fabian Hönes in Würzburg die Band „Mamsell Zazou“. Nach fünf Jahren gemeinsamen Musikmachens und der Veröffentlichung eines Albums benannte sich die Band mit dem Erscheinen der Single Nude im Juni 2014 in „Hope“ um. Das erste Konzert unter neuem Namen fand beim Fusion Festival 2014 in Lärz statt. Begleitet wurde der Umbruch mit diesen Worten der Band, die den Weg und die Auseinandersetzung beschreiben, die zur Umbenennung geführt haben:

„Die letzten fünf Jahre haben uns zerwühlt, auseinandergenommen, und fasertief verändert wieder ausgespuckt. Fünf Jahre, in denen wir uns verirrt und verloren, aufgerieben und zerdacht haben. Fünf Jahre, die uns dazu gebracht haben, loszulassen. Uns zu lassen, den Zuhörer zu lassen. Und fünf Jahre haben wir gebraucht, um dieses eine Lied zu schreiben: Hier lassen wir uns nieder, von hier aus wollen wir weitergehen. Sein, zerbrechlich sein, klein sein, groß sein. Fließen.“

Im April 2015 veröffentlichten Hope die Single Raw. Für die Aufnahme des Liedes schlossen sich die vier Musiker für eine Nacht in einer Etage eines Berliner Fabrikhochhauses mit dem Mailänder Regisseur Riccardo Bernardi ein und spielten das Lied mehrere Stunden lang am Stück. Alle Ton- und Bildaufnahmen zu Raw sind in dieser Nacht entstanden.
Am 1. Januar 2016 trat die Band gemeinsam mit der Gruppe Algiers in der Volksbühne Berlin auf, und im Juli 2016 veröffentlichte die Band die Single Cell auf dem Berliner Indielabel Sinnbus.
Im September 2016 begann Hope mit dem Produzenten Olaf Opal die Aufnahmen zu ihrem Debütalbum. Hierzu errichtete die Band im Küchentrakt der ehemaligen Heilstätte Grabowsee ein temporäres Studio und nahm innerhalb einer Woche die acht Lieder des Albums live auf. Nach gemeinsamen Touren mit Idles und Algiers wurde das fertige Album am 20. Oktober 2017 auf dem Label Haldern Pop Recordings mit einem ausschließlich schwarzen Artwork auf weißem Vinyl, CD und Download veröffentlicht.
Das Album stieß auf überwiegend positive Resonanz in den internationalen Musikmedien. „So erfindet (Hope), was wir alle lange gebraucht haben: eine neue deutsche Art, auf Englisch zu singen“, schrieb Daniel Gerhardt auf Zeit Online, die Zeitschrift Intro titelte „Die neue Deutsche Wucht“. Das britische Musikmagazin Louder Than War attestierte Hope einen „new, angrier Zeitgeist“.
Im Januar 2018 veröffentlichte der WDR-Rockpalast den Mitschnitt eines Konzertes im Gebäude 9 in Köln, im April ging Hope auf Albumreleasetour in Deutschland. Im Sommer 2018 traten Hope u. a. beim Haldern Pop Festival, Fusion Festival und in Kollaboration mit dem Raumchoreographen Moritz Majce beim Pop-Kultur Festival Berlin auf. Darüber hinaus nahmen Hope im Juli 2018 mit Jim Barr, dem Bassisten der britischen Band Portishead in Bristol zwei Lieder für eine kommende Single/EP auf.
Im September 2018 folgten zwei Auftritte beim Reeperbahn Festival in Hamburg, bei dem Hope ebenfalls für den ANCHOR Award nominiert wurden. Ein Mitschnitt des ANCHOR Konzertes ist auf Arte Concerts verfügbar.

## Diskografie
Alben

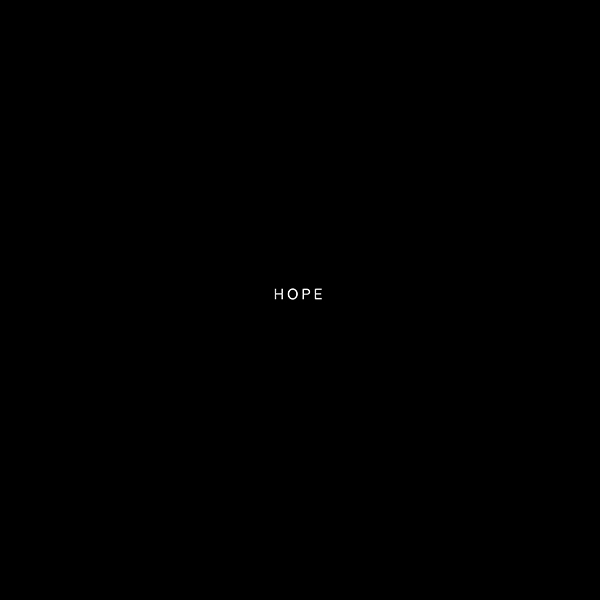
Cover des Albums Hope

- 2017: Hope (Haldern Pop Recordings)[11]
- 2023: Navel (Haldern Pop Recordings)

Singles
- 2014: Nude (Single, Eigenveröffentlichung)[12]
- 2015: Raw (Single, Eigenveröffentlichung)[13]
- 2016: Cell (Single, Sinnbus)[14]